# Chloropteryx lechera
Chloropteryx lechera är en fjärilsart som beskrevs av Paul Dognin 1898. Chloropteryx lechera ingår i släktet Chloropteryx och familjen mätare. Inga underarter finns listade i Catalogue of Life.